# Кнопка керування

Будова кнопки керування: 1 — корпус; 2 — металевий стрижень; 3 — кнопка; 4 — зворотна пружина; 5 — розмикальні контакти; 6 — контактний місток; 7 — контактна пружина; 8 — замикальні контакти

Кнопка керування застосовуються для дистанційного керування електромагнітними апаратами (контакторами, магнітними пускачами), а також для включення кіл сигналізації.

## Будова
Кнопка керування має один або два контакти місткового типу, які, залежно від призначення, можуть бути розмикальними або замикальними. Контакти виготовляються мідними, посрібленими, срібними, метало-керамічними. Кнопки можуть виконуватися із самоповертанням у вихідне положення та комплектуватися у кнопкові пости.